# فاليري كليموف
فاليري كليموف (بالروسية: Валерий Александрович Климов)‏ (31 يناير 1974 في روسيا - ) هو لاعب كرة قدم روسي في مركز الوسط. لعب مع أرسنال تولا وتوربيدو موسكو وتوم تومسك وروبين كازان وسبارتاك فلاديكافكاز وFC Oryol ‏ وFC Gornyak ‏ وأف سي موسكو.

## وصلات خارجية
- فاليري كليموف على موقع قاعدة بيانات كرة القدم.إي يو (الإنجليزية)